# União das Freguesias de Caminha (Matriz) e Vilarelho
Die União das Freguesias de Caminha (Matriz) e Vilarelho ist eine portugiesische Gemeinde (Freguesia) im Kreis (Concelho) Caminha im Nordwesten Portugals.

## Geschichte
Die Gemeinde entstand im Zuge der Gebietsreform vom 29. September 2013 durch die Zusammenlegung der ehemaligen Gemeinden Caminha (Matriz) und Vilarelho. Caminha (Matriz) wurde Sitz der neuen Verwaltung.

## Demographie
| Freguesia | Freguesia                    | Freguesia | Freguesia       | ehemalige Freguesias | ehemalige Freguesias | ehemalige Freguesias | ehemalige Freguesias |
| --------- | ---------------------------- | --------- | --------------- | -------------------- | -------------------- | -------------------- | -------------------- |
| Wappen    | Freguesia                    | Einwohner | Fläche in (km²) | Wappen               | Freguesia            | Einwohner            | Fläche in (km²)      |
|           | Caminha (Matriz) e Vilarelho | 2373      | 6,74            |                      | Caminha (Matriz)     | 1327                 | 2,06                 |
|           | Caminha (Matriz) e Vilarelho | 2373      | 6,74            | Vilarelho            | 1117                 | 4,68                 |                      |